# یتیم (فیلم ۱۹۸۸)
یتیم (به انگلیسی: Yateem) فیلمی به کارگردانی جی.پی. دوتا است که در سال ۱۹۸۸ منتشر شد. از بازیگران آن می‌توان به سانی دئول، فرح، دنی دنزونگپا و آمریش پوری اشاره کرد.